# Piet Wernink
Petrus "Piet" Adrianus Wernink (Alphen aan den Rijn, 1 de abril de 1895 — Wassenaar, 29 de novembro de 1971) foi um velejador neerlandês, campeão olímpico. Ele competiu nos Jogos Olímpicos de Verão de 1920 na classe 6.5 Metre e conquistou a medalha de ouro na disputa realizada a bordo do Oranje com Joop Carp e Berend Carp.